# Wetu Telu

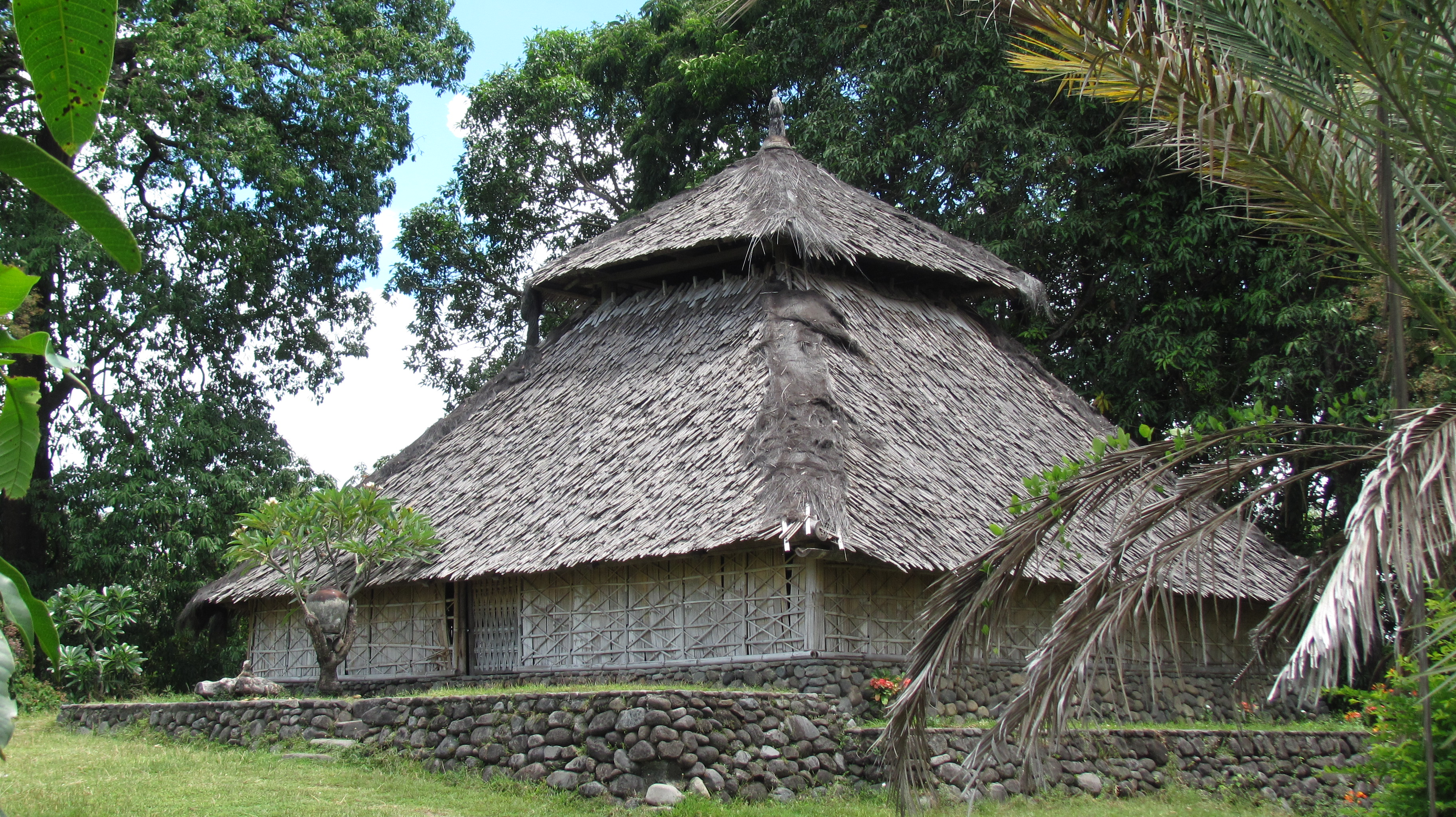
Wetu-Telu-Moschee in Bayan, Lombok

Wetu Telu, bzw. früher Waktu Telu (Indonesisch: „Drei Zeiten“), ist eine religiöse Gemeinschaft bei den Sasak auf der indonesischen Insel Lombok. Die Wetu Telu sind nominell Muslime. Allerdings vermischen sich in ihrer religiösen Kultur – die ebenfalls als Wetu Telu bezeichnet wird – Elemente des Islams, des balinesischen Hinduismus und der animistischen Lokalreligion. Die Wetu-Telu-Kultur hat Ähnlichkeiten mit dem javanisch-islamischen Synkretismus (kejawen), wie er von den Abangan gelebt wird.
Innerhalb der Volksgruppe der Sasak bilden die Wetu Telu nur eine kleine Minderheit, die meisten anderen Sasak sind gewöhnliche Muslime. Durch Verfolgung und Missionierung hat die Anzahl der Wetu Telu in den vergangenen Jahrzehnten stark abgenommen. Während sich in den 1930er Jahren auch die Bewohner mehrerer Orte in Zentral- und West-Lombok wie Sembalun und Narmada noch als Wetu Telu identifizierten, ist diese Gemeinschaft heute fast ausschließlich auf die entlegenen nördlichen Bergregionen sowie auf den äußersten Süden der Insel beschränkt.  Die Zahl der Wetu Telu hat im gleichen Zeitraum von 76.000 auf ca. 5.000 Personen abgenommen. Als wichtigstes Zentrum der Wetu Telu gilt heute die nördliche Bayan-Region mit den Orten Kandang Kaoq, Bayan und Tanjung.

## Waktu/Wetu Telu und Waktu Lima
Bis in die 1960er Jahre wurde für die Wetu Telu ausschließlich der Name Waktu Telu („Drei Zeiten“) verwendet. Der Begriff korrespondierte hierbei mit dem Begriff Waktu Lima („Fünf Zeiten“), der auf Lombok für die Anhänger des orthodoxen Islams angewandt wird. Die Herkunft dieser beiden Namen ist nicht geklärt. Bei den heutigen Waktu-Lima-Muslimen ist die Auffassung verbreitet, dass die Wetu Telu deswegen so genannt wurden, weil sie im Gegensatz zu ihnen selbst nicht fünf, sondern nur drei tägliche Gebete verrichten, nämlich das Morgengebet, das Abendgebet und das Nachtgebet. Die heutigen Wetu Telu beten zwar keines dieser täglichen Gebete, tatsächlich gab es aber in den 1930er Jahren in einigen Waktu-Telu-Orten die Auffassung, dass die Kiais, die Wetu-Telu-Geistlichen, diese drei Gebete zu verrichten hätten.
Zwar sind die Namen Waktu Telu und Waktu Lima für die beiden Sasak-Gruppen erst seit den 1920er Jahren nachweisbar, doch geht die Unterteilung der Sasak in die beiden Gruppen schon auf frühere Zeiten zurück. Sie wird historisch damit erklärt, dass die beiden Gruppen zu verschiedenen Zeiten von unterschiedlicher Seite missioniert wurden. Während die Islamisierung der Waktu Telu auf die Missionsanstrengungen von Sufis aus Ostjava zurückgeführt wird, die Anfang des 16. Jahrhunderts nach Lombok kamen, sollen die Waktu Lima erst um die Wende zum 17. Jahrhundert von Missionaren aus Makassar zum Islam bekehrt worden sein, die erheblich intoleranter waren und sie zur Aufgabe des Adat zwangen. Während die Waku Telu im Norden und Westen der Insel lebten, war das Hauptsiedlungsgebiet der Waktu Lima im Zentrum und Osten der Insel. Mit den Sasa Boda gibt es auf Lombok noch eine sehr kleine dritte Gruppe von buddhistischen Sasak, die der islamischen Mission gänzlich entgingen.
Warum seit den 1970er Jahren der Name Wetu Telu den alten Namen Waktu Telu verdrängt hat und was genau die Bedeutung von wetu ist, konnte bisher noch nicht geklärt werden. Während die Waktu-Lima-Muslime das Wort wetu lediglich als ein Synonym zu waktu („Zeit“) betrachten, leiten es die Wetu Telu selbst von dem Sasak-Wort metu ab, das die Bedeutung von „aufsteigen, herauskommen“ hat. Der Name Wetu Telu soll demzufolge darauf verweisen, dass es insgesamt drei Weisen der Entstehung von Lebewesen gibt, nämlich 1.) die Lebendgeburt; 2.)  das Entschlüpfen aus dem Ei; und 3.) die vegetative Fortpflanzung. Die finnische Anthropologin Avonius erhielt dagegen von einem religiösen Führer der Wetu Telu die Information, dass wetu die Bedeutung von „Gesetz“ bzw. „Grenze“ habe. Ihr wurde der Name Wetu Telu damit erklärt, dass die Essenz dieser Kultur auf drei nicht voneinander zu trennenden Prinzipien beruhe: Loyalität gegenüber der Regierung (pemerintahan), Loyalität gegenüber der Religion (agama), und Treue gegenüber dem Adat. Avonius vermutet, dass die Ersetzung des Begriffes waktu durch wetu in der Selbstdarstellung dieser Gemeinschaft mit dem Ziel erfolgte, das Stigma einer synkretistischen und religiös defizitären Gemeinschaft abzustreifen.

## Religiöse Besonderheiten

### Religiös-soziale Organisation
Eine strukturelle Besonderheit der Wetu Telu ist die doppelte Organisation ihres Klerus. Die eine Klasse religiösen Personals repräsentiert den Islam, die andere das lokale Brauchtum. Die beiden Klassen stehen gleichgewichtig nebeneinander und ergänzen sich gegenseitig:
- Für die islamischen Riten sind die sogenannten Kiais zuständig. Zu diesen Riten gehören die Gebete, das Fasten im Monat Ramadan, die Eheschließungen und Scheidungen, die Bestattungen und der Gottesdienst in der Moschee. Die Kiais werden von einem Penghulu angeführt.[17]
- Für die lokalen Riten sind die sogenannten Pemangkus verantwortlich. Sie fungieren als Mittler zwischen der Menschenwelt und der Geisterwelt, bringen den Göttern die Opfergaben (kramat) dar, vollziehen die Ahnenriten, betreuen die Heiligtümer der Wetu Telu und verwahren die heiligen Gegenstände.[18]

Beide Ämter werden in männlicher Linie weitervererbt. Diejenigen Söhne, die das Amt von ihrem Vater übernehmen wollen, müssen sich einem  Ordinationsritus unterziehen.
Die Gesellschaft der Wetu Telu ist wie diejenige der balinesischen Hindus in vier Kasten (Datoe, Raden, Buling, Jajar Karang) eingeteilt. Über die weltlichen Geschicke wacht ein Ältestenrat (toak lokak).

### Glaubenslehren und heilige Texte

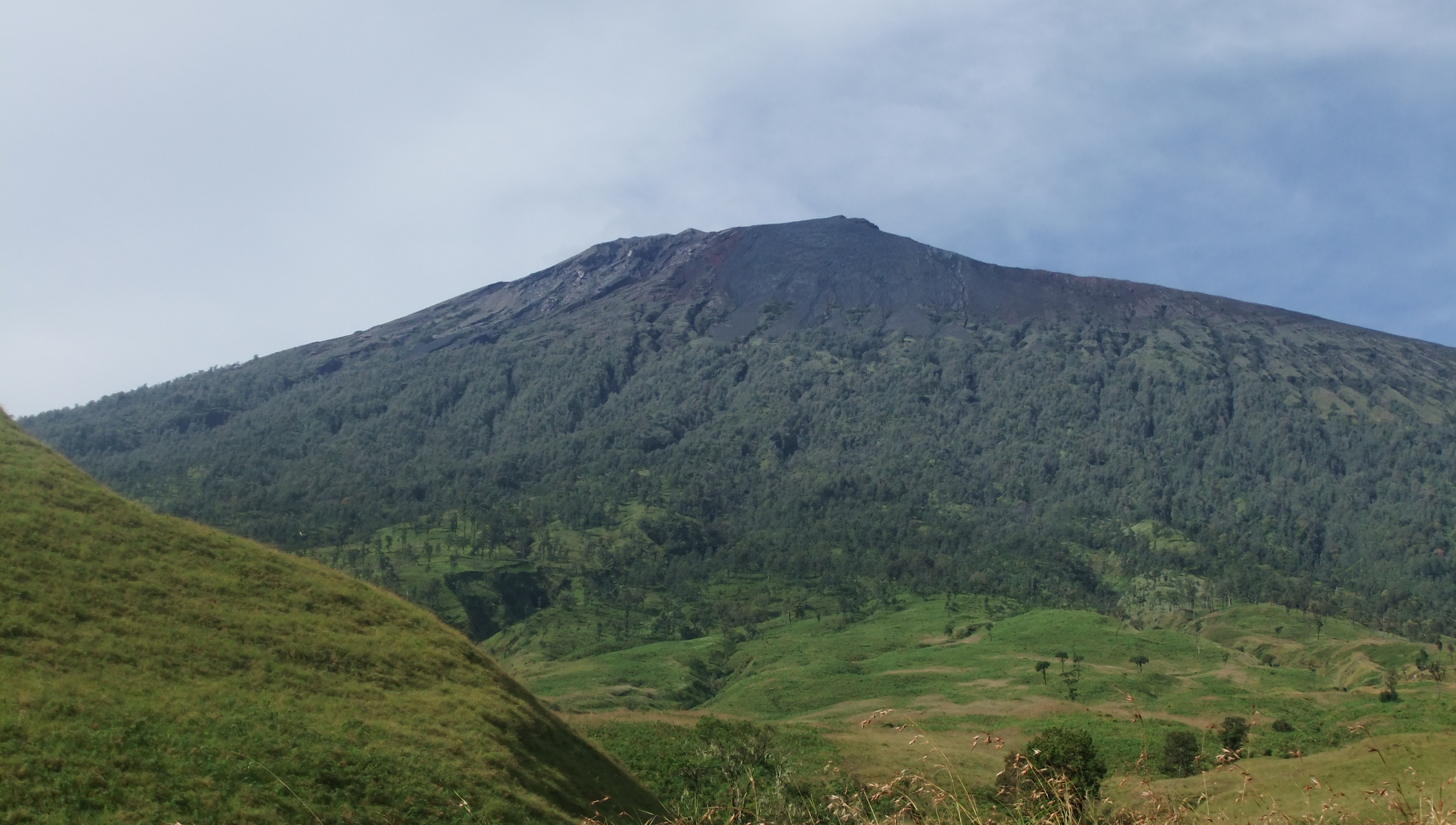
Der Vulkan Rinjani, Sitz der Dewi Anjani

Die Wetu Telu erkennen Allah als Gott und Mohammed als seinen Propheten an. Das zweiteilige islamische Glaubensbekenntnis ist ihnen bekannt, allerdings nur in einer erweiterten Form, die mehrere altjavanische Formeln enthält. Wichtiger als Mohammeds Prophetentum ist seine Rolle als Kontaktperson zwischen Gott und den Menschen.
Neben Allah glauben die Wetu Telu auch an die Göttin Dewi Anjani, die Göttin des Vulkans Rinjani. Die Wetu Telu glauben, dass ihre Ahnen in der Welt der Geister leben, die als heilige Welt der profanen sichtbaren Welt gegenübersteht. Wie die Muslime sehen sie Adam und Eva als ihre Stammeltern an.
Bousquet beobachtete in den 1930er Jahren, dass die Wetu Telu den Koran als heiligen Text verehren, allerdings nicht imstande sind, ihn zu lesen, weil sie über keine Arabisch-Kenntnisse verfügen. Daneben besitzen die Wetu Telu noch verschiedene in altjavanischer Sprache abgefasste Lontare, von denen eines Jati Swara heißt.  Bei den religiösen Zeremonien spielen Bittgebete und Gedichte auf Javanisch und auf Sasak, die mit Flöte (suling) und Spießgeige (rebab) vorgetragen werden, eine wichtige Rolle.

### Festkalender und religiöse Praktiken
Die Wetu Telu richten sich bei der Berechnung ihrer Feste nach dem islamischen Lunarkalender. Besondere Aufmerksamkeit widmen sie dabei dem Monat Ramadan. Die geistliche Vorbereitung auf den Ramadan, der bei ihnen als „heiliger Monat“ (bulan suci) gilt, beginnt schon im Vormonat Schaʿbān mit zwei Ritualen, die der inneren Reinigung dienen. Sie finden am ersten Schaʿbān (Rowah Wulan genannt) und am letzten Freitag des Schaʿbān (Sampet Jumʾat genannt) statt. Der Ramadan selbst ist durch eine Fastenpflicht gekennzeichnet, doch beschränkt sich diese auf die Kiais, die allerdings auch nicht alle Tage fasten. Nach Sonnenuntergang versammeln sich die Kiais im Ramadan zu den Tarāwīh-Gebeten in der Moschee. Am 16. Ramadan findet in der Nacht eine Dankeszeremonie statt, die nach dem bei dieser Gelegenheit abgehaltenen Qunūt-Gebet als Maleman Qunut bezeichnet wird. Weitere Dankeszeremonien, die Maleman Likuran genannt werden, finden in den letzten fünf ungeraden Ramadan-Nächten statt. Der Ramadan-Zyklus endet mit dem Fest des Fastenbrechens, an dem die Kiais in der Moschee ein Gebet verrichten und von den einfachen Gläubigen einen Teil der Ernte als Zakāt al-fitr erhalten. Der Penghulu hält außerdem bei dieser Gelegenheit eine Chutba.
Neben dem Fest des Fastenbrechens wird außerdem der Prophetengeburtstag am 12. Rabīʿ al-awwal gefeiert, der bei den Wetu Telu Maulud Adat genannt wird. Die Feier beginnt um Mitternacht, man bereitet einen speziellen gelben Reis zu und rezitiert besondere Bittgebete. Im Mittelpunkt des Gedenkens bei dieser Feier steht allerdings nicht der Prophet, sondern die Stammeltern Adam und Eva. Zwei weitere Feiertage, die speziell dem Gedenken an die Erschaffung der Menschen gewidmet sind, sind der Bubur Peteq am 10. Muharram und der Bubur Abang am 8. Safar.
Das wichtigste animistische Fest der Wetu Telu ist das Gawe Urip an der alten Moschee von Bayan,  bei dem heilige Tücher und heiliges Wasser eine besonders große Rolle spielen Bei dieser Gelegenheit werden zahlreiche Übergangsriten vollzogen, so die Zeremonie der Namensgebung (buang au), das erste Haareschneiden bei den Kindern (ngurisang), die Beschneidung der Knaben (ngitanang), die Zahnfeilung bei Knaben und Mädchen (merosok) und manchmal auch Hochzeiten (ngawainang).
Die Wetu Telu beschneiden die Knaben im Alter von 12 bis 15 Jahren, wobei sie allerdings nur ein kleines dreieckiges Stück aus der Vorhaut heraustrennen. Eine Mädchenbeschneidung findet anders als bei den Waktu Lima nicht statt. Eheschließungen und Bestattungen erfolgen nach islamischem Ritus. Hierbei wird die Schahāda in ihrer erweiterten Form rezitiert.
Ein Unterschied zum gewöhnlichen Islam besteht darin, dass bei den Wetu Telu die Pflicht, das rituelle Gebet zu verrichten, auf die Kiais beschränkt ist. Die Kiais verrichten allerdings auch nicht alle Gebete, sondern nur das Freitagsgebet, das Begräbnisgebet, die Tarāwīh-Gebete und das Festgebet zum Fest des Fastenbrechens. Alle diese Gebete werden in der Moschee verrichtet, wobei die einfachen Gläubigen üblicherweise der Zeremonie beiwohnen, um auf diese Weise gesegnet zu werden. Eine Pflicht zur Wallfahrt nach Mekka besteht bei den Wetu Telu nicht.
Das Schlachten findet bei den Wetu Telu nach einem speziellen Ritus statt, bei dem arabische und javanische Formeln gesprochen werden. Das islamische Alkoholverbot gilt bei ihnen nicht.

### Heilige Orte und Gegenstände

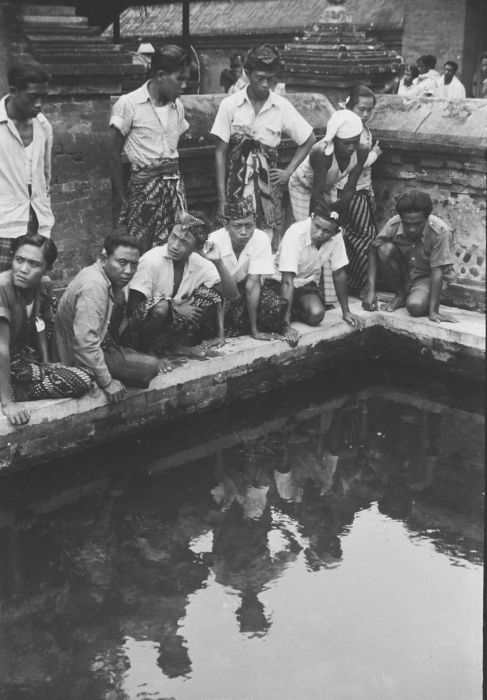
Der heilige Teich im Tempel von Lingsar in einer Aufnahme aus der niederländischen Kolonialzeit.

Die Wetu Telu haben mehrere heilige Orte. Dazu gehört insbesondere der Tempel von Lingsar auf dem Weg von Mataram nach Narmada, den sie sich mit den balinesischen Hindus teilen. Die Wetu Telu haben hier einen heiligen Teich, an dem sie um Regen für die Ernte bitten. Den Aalen, die sich in dem Teich befinden, werden Eierspenden dargebracht. Die Wetu Telu bringen außerdem als Opfergaben schwere Steine vom Rinjani-Vulkan mit. Sie werden in weiße oder gelbe Tücher gehüllt und dort in sorgfältiger Ausrichtung ausgestellt.
Daneben besitzen die Wetu Telu mehrere heilige Gräber. An diesen Gräbern finden Reinigungsrituale und Rituale zur Erbittung des Segens der Ahnen (leluhur) statt. Ein solches heiliges Grab befindet sich auf dem Riff von Medane westlich von Tanjung. Dem Stein, der in einer Vertiefung der Grabplatte liegt, wird eine glückbringende Wirkung zugeschrieben.
Eine besonders große symbolische Bedeutung haben bei den Wetu Telu heilige Tücher, die Kemali genannt und in zwei verschiedenen Webtechniken hergestellt werden. In der niederländischen Kolonialzeit befassten sich mehrere Wissenschaftler mit den Riten, die bei den Wetu Telu mit dem Weben und dem Gebrauch dieser heiligen Tücher verbunden sind.

## Geschichte

### Bis zur Mitte des 20. Jahrhunderts
Während der balinesischen Herrschaft über Lombok (1740–1894) stellten die Anhänger des Wetu Telu die lokale Führungsschicht auf der Insel und besetzten die wichtigsten administrativen Ämter. Die Waktu Lima waren dagegen marginalisiert. 1894 riefen sie die Niederländer auf die Insel, die nach der Eroberung die öffentlichen Ämter mit Personen aus ihren Reihen besetzten, weil sie den Balinesen gegenüber weniger loyal waren. Die Waktu Telu dagegen wurden nach der Eroberung Lomboks durch die Niederländer immer stärker an den Rand gedrängt. Einige von ihnen wanderten daraufhin nach Bali aus, andere unternahmen in den 1920er Jahren einen Aufstand, dessen Führung sie der Göttin Dewi Anjani selbst zuschrieben.
Schon in den 1930er Jahren gab es von Seiten der reformistischen Muhammadiyah-Organisation, die in Mataram eine Schule unterhielt, Bemühungen, die Wetu Telu zu einem von lokalen Bräuchen gereinigten Islam zu bekehren. G.H. Bousquet, der 1938 Lombok bereiste, berichtet von einem überall sichtbaren Verdrängungsprozess der Waktu Telu durch die Waktu Lima: Zahlreiche Dörfer waren in den Jahren vor seinem Besuch an die Waktu Lima übergegangen.
Nach der Gründung Indonesiens im Jahre 1945 traten viele Angehörige religiöser Minderheiten, darunter auch die Wetu-Telu Lomboks, Sukarnos Partai Nasional Indonesia (PNI) bei, die auf ideologischer Ebene auf eine Synthese zwischen Islam, Kommunismus und Nationalismus abzielte.

### Verfolgung während des Orde-Baru-Regimes
Nachdem das antikommunistische Orde-Baru-Regime 1966 an die Macht gekommen war, wurden viele Wetu Telu wegen ihrer Unterstützung der Landreform getötet. Auch in dieser Zeit gingen viele Wetu-Telu-Orte wie das Dorf Lingsar zum Islam über. Als 1967 die indonesischen Bürger verpflichtet wurden, sich zu einer von fünf übernationalen Religionsformen zu bekennen (Islam, Hinduismus, Buddhismus, Katholizismus, Protestantismus), sahen sich die Wetu Telu genötigt, sich als Muslime zu registrieren. 1968 wurde der Wetu-Telu-Glaube offiziell für tot erklärt, die indonesische Behörde für religiöse Angelegenheiten unterzog die Anhänger des Wetu Telu Erziehungsprogrammen, die ihnen die Bedeutung der korrekten Religion (agama) als Zeichen der Zivilisation, der Modernität und der Loyalität gegenüber dem Staat vermitteln sollten. Reformistische Sasak erklärten in der gleichen Zeit die Anhänger des Wetu Telu zu „Ungläubigen“ (kāfir), Banden muslimischer Jugendlicher machten Jagd auf Wetu-Telu-Geistliche, zerstörten Heiligtümer und vernichteten Lontar-Texte der Wetu Telu. Im Sommer 1972 richteten deswegen die geistigen Führer der Wetu Telu ein Schreiben an das Polizeikommissariat in Mataram, in dem sie die Regierung aufforderten, Maßnahmen zu ergreifen, damit ihre Religionsfreiheit auch in der Praxis gesichert sei.
In den 1980er Jahren stigmatisierte die indonesische Regierung die Wetu Telu als „isolierte Volksgruppe“ (suku terasing), die hinter der allgemeinen Entwicklung Indonesiens zurückgeblieben ist. Die Wetu-Telu-Identität wurde außerdem durch Neuansiedlung von Muslimen aus anderen Regionen Lomboks in der Bayan-Region im Zuge des Transmigrasi-Programms weiter geschwächt.

### Reformasi-Periode: Fortsetzung der Missionsbemühungen
Nach dem Ende des Suharto-Regimes im Mai 1998 gab es im Rahmen des Reformprozesses und der Gewinnung regionaler Autonomie in Lombok das Versprechen von staatlicher Seite, dem Adat als lokalem Normensystem sozialer Organisation wieder mehr Gewicht zu verleihen und eine neue Gesellschaft aufzubauen, die auf Partizipation und Transparenz gegründet ist. Die Hoffnungen, dass es dadurch auch zu einer Aufwertung des Wetu Telu kommen könnte, haben sich jedoch nicht erfüllt. Nach Beobachtung westlicher Anthropologen sind die Wetu Telu genauso marginalisiert wie zuvor, und ihre Anzahl nimmt jedes Jahr weiter ab.
Die Tuan Guru, die in Indonesien die islamische Mission betreiben, setzten außerdem ihre auf die Wetu Telu gerichteten Bekehrungsanstrengungen fort. Sie betrachten ihre Religion als einen synkretistischen Kult, der beseitigt bzw. von unislamischen Elementen gereinigt werden muss. Um die Wetu Telu zum „reinen“ Islam zu bringen, unterhalten die Tuan Guru in Bayan pesantren-Schulen und Moscheen. Eine der führenden Persönlichkeiten innerhalb dieser „Bewegung zur Reinigung des Islams“ (gerakan permurnian agama Islam). ist TGH Safwan, der den Pesantren Nurul Hakim in Kediri in der Stadt Kediri in Westlombok unterhält. Er hat Dāʿīs abgestellt, die sich speziell um die Missionierung der Wetu-Telu-Dörfer in Nord-Lombok kümmern.
In der jüngsten Zeit gibt es allerdings einzelne Tuan Guru, die ihre Strategie gegenüber den Wetu Telu geändert haben. Sie beziehen sie in ökologische und soziale Entwicklungsprogramme ein, um dadurch ein harmonischeres Zusammenleben zwischen den verschiedenen religiösen Gruppen Lomboks zu ermöglichen.